# Hoheria glabrata
Hoheria glabrata là một loài thực vật có hoa trong họ Cẩm quỳ. Loài này được Sprague & Summerh. mô tả khoa học đầu tiên năm 1926.